# Calliteara hosrsfieldii
Calliteara hosrsfieldii är en fjärilsart som beskrevs av Saunders 1851. Calliteara hosrsfieldii ingår i släktet harfotsspinnare, och familjen tofsspinnare. Inga underarter finns listade i Catalogue of Life.